# Pool Ambrosio
Pool Edinson Ambrosio Greifo (4 de diciembre de 1990) es un luchador peruano de lucha libre y lucha grecorromana. En lo académico, ha estudiado economía en la Universidad Nacional Mayor de San Marcos y administración y gerencia en la Universidad Ricardo Palma.
Participó en dos Campeonatos Mundiales, logró la 33.ª posición en 2011. Acabó en octavo lugar en los Juegos Panamericanos de 2011. Obtuvo tres medallas en los Juegos Suramericanos y en los Juegos Bolivarianos. Cuatro veces subió al podio de los Campeonatos Panamericanos, en el segundo escalón en 2016. Campeón Sudamericano de 2012, 2014 y 2015.
Su hermano José Ambrocio también compite como luchador.